# Џејмс Русо
Џејмс Винсент Русо (енгл. James Vincent Russo; рођен Њујорк, Њујорк, 23. април 1953), амерички је позоришни, филмски и ТВ глумац. Током своје каријере, појавио се у више од 150 филмова.
Џејмс је дебитовао на филму 1981. године у телевизијском филму Историја Чикага. Русоова популарност дошла је након објављивања филмова Побуна на војној академији (1982) и Полицајац са Беверли Хилса (1984).
Његови филмови укључују Котон Клуб (1984), Било једном у Америци (1984), Мој приватни Ајдахо (1991), Дони Браско (1997), Државни непријатељи (2009) и Ђангова освета (2012). Појавио се у серијама као што су Хаваји 5.0, Број3ви, Лас Вегас, Место злочина: Лас Вегас. 